# Liste der Monuments historiques in Kernouës
Die Liste der Monuments historiques in Kernouës führt die Monuments historiques in der französischen Gemeinde Kernouës auf.

## Liste der Objekte
| Bezeichnung | Beschreibung                      | Standort                       | Kennzeichnung | Schutzstatus | Datum | Bild |
| ----------- | --------------------------------- | ------------------------------ | ------------- | ------------ | ----- | ---- |
| Beichtstuhl | Holz, Anfang des 19. Jahrhunderts | in der Kirche St-Eucher (Lage) | PM29001964    | Classé       | 2002  |      |